# アクアポリス

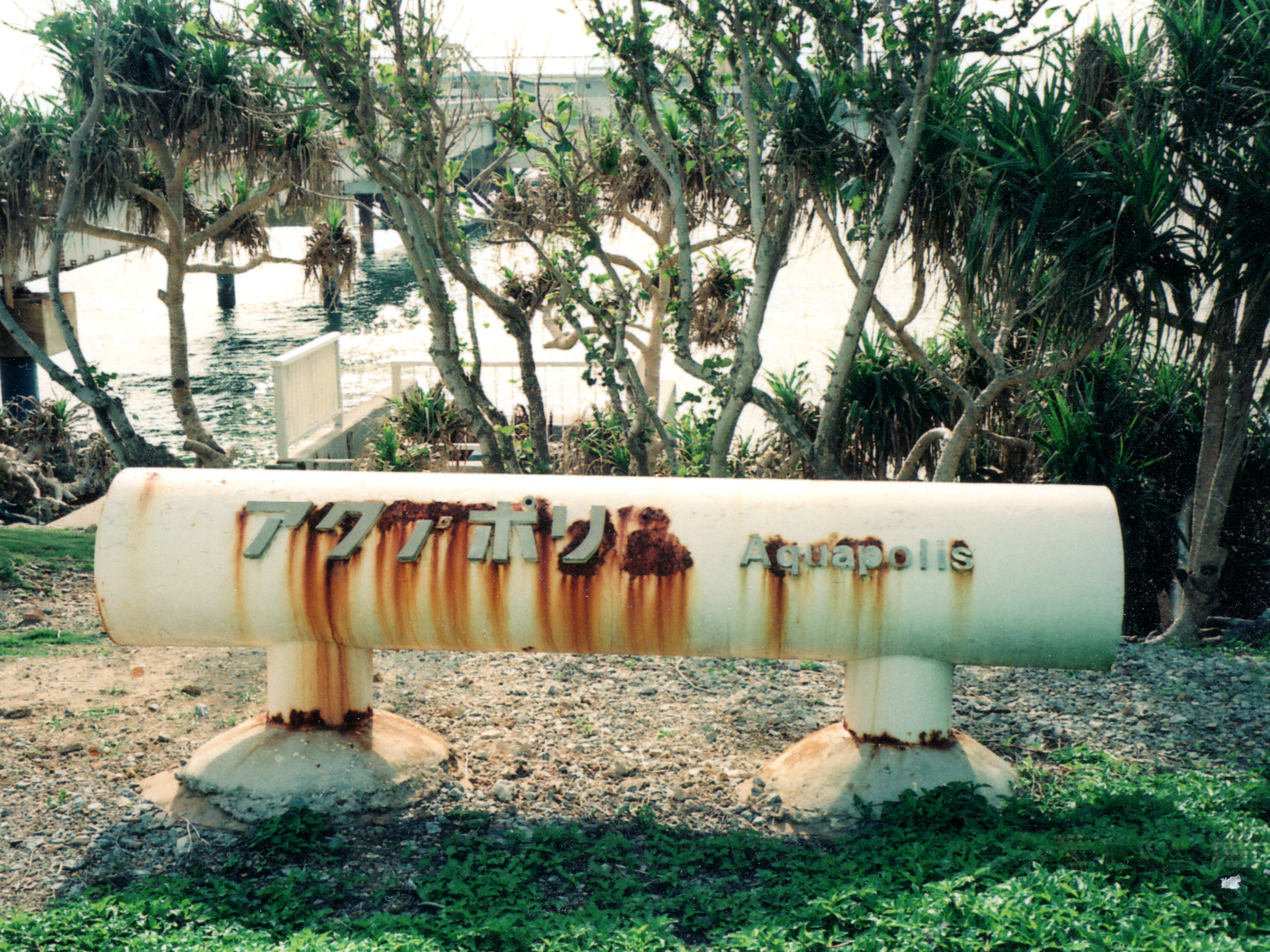
アクアポリス入口看板（1991年11月18日撮影）

アクアポリス (Aquapolis) は、沖縄国際海洋博覧会（海洋博、1975年7月19日 - 1976年1月18日）で日本政府が出展した「半潜水型浮遊式海洋構造物」である。
世界初の海上実験都市として、また未来の海上都市をイメージして建造された構造物で、海洋博のシンボルとしてメイン会場ともなった。
プロデューサーは手塚治虫。設計は菊竹清訓建築設計事務所、日本海洋開発産業協会。半潜水型浮遊式という構造をなすことから「世界でも例を見ない」施設として当時注目されていた。

## 概要
100 m四方の海上都市で、当時、国によって税金を123億円を投入して作られ、海洋博では約200万人が同施設を訪れた。
海洋博終了後も、1976年（昭和51年）3月に2億円で沖縄県に譲渡されて営業を継続したが、1993年（平成5年）11月に閉鎖。2000年（平成12年）10月に米国企業に売却され、同月23日に上海へ曳航された。

## 建造とオープンまでの経緯
沖縄国際海洋博覧会の日本政府出展物として、博覧会のテーマである「海-その望ましい未来」を具現するシンボル的存在の建造物として建設された。（社）日本海洋開発産業協会の基本設計、菊竹清訓建築設計事務所の設計の元、1973年（昭和48年）10月から1975年（昭和50年）2月にかけて、広島県広島市中区江波沖町の三菱重工広島造船所江波工場（現・三菱重工広島製作所江波工場）で本体部分が建造された。アクアポリスは自力で航行する推進力を持たないことから、4月18日から3隻のタグボート（瀬戸内海の佐田岬までは補助引き舟2隻・警戒船2隻が同行）で平均5ノットという低速で沖縄本島・備瀬崎の会場沖まで曳航された。内部工事や艤装工事は5月に完了した。
アクアポリスは4本のロワーハルと呼ばれる巨大な浮き（水中に隠れるので「潜水体」とも呼ばれる）の上に16本の円柱型の柱（コラム）を立てて主甲板を支える構造で、ロワーハル内のバラストタンクに海水を注入することで喫水を5.4 mから20 mまで変化させることが可能だった。これは台風接近時の暴風による高波から構造物を保護するため、暴風時にはバラストタンクに海水を入れて喫水を12.5m - 15.5mにまで下げ（半潜水状態）、海底のアンカーに固定された係留用の鎖（16本）をアクアポリスのコラム下部に設置されたウインチで手繰り寄せ、沖合い約200mまで移動する動きを可能にした（会期中の11月23日には台風20号が接近し、閉館して沖合い移動を行った）。
アクアポリスの主甲板には、48台のテレビ受像機を組み合わせたスクリーンや仮設舞台を持つ「アクアホール」・食堂・医務室・機械室・展示区画が、その上の上甲板にはヘリポートや水耕栽培エリアを持つ「アクア広場」が設けられた。
アクアポリスと陸上とは、長さ約250 mの「アクア大橋」で接続された。この橋のアクアポリス側はアクアポリスの縦ゆれに追従し、アクアポリスが沖合いに避難している間は縮む構造がとられた。

## オープン後
1975年（昭和50年）7月19日にアクアポリスや海洋文化館・水族館（現在の美ら海水族館が開館する前の旧水族館）を含む海洋生物園・エキスポビーチ、水の階段、水のプロムナード、中央階段、夕日の広場を含む海浜公園の政府出展4館合同の開館式が、当時の三木武夫総理大臣・河本敏夫海洋博担当大臣出席のもと海洋文化館で行われた後、アクア大橋でのテープカット・橋の渡り初め・来賓の館内案内が行われた。
コンパニオンは「アクアメイト」と呼ばれる50名で、海上都市の住民をイメージした未来型（当時における未来志向型）の衣装で案内した。
「海上都市」として海洋汚染を起こさないよう、アクアポリス内で出たごみを無煙焼却する装置や汚水処理装置・海水の淡水化装置などが設置された。
アクア大橋の周辺海域は延長750 mの網で囲まれ、「海洋牧場」としてブリやハマチ・タイや地元の魚を養殖する試みがなされた。集魚用の音響発生装置を備えた舟3隻で音を出しながら魚を集め給餌する様子は、水中ビデオカメラで撮影し無線でアクアポリスに送信され、アクアホールのアクアスクリーンで観客が見ることができた。
展示区画にはアクアポリスの動きを紹介する模型が設置され、壁には色のついた液体で半分ほど満たされた透明な管が横に設置され（大型の気泡型水準器をイメージされたい）、船のような揺れを感じないアクアポリスが、実際にはわずかに波で揺れていることを視認できる展示がなされた。また、一部極厚ガラス製の床部分があり、足元から直下の海面を見ることができた。宿泊区画も存在した。
会期中の1975年7月・8月・最終月の1976年1月には、想定収容能力として見込んでいた1日の入館者数16,000人前後にあたる人々がアクアポリスを訪れ、1975年8月23日には最高記録25,121人が入館。1976年1月18日閉館までの総入館者数は2,034,122人に達した。
1975年7月20日 - 1976年1月18日の間、「沖縄海洋博郵便局アクアポリス臨時出張所」が置かれた。

## 会期終了後

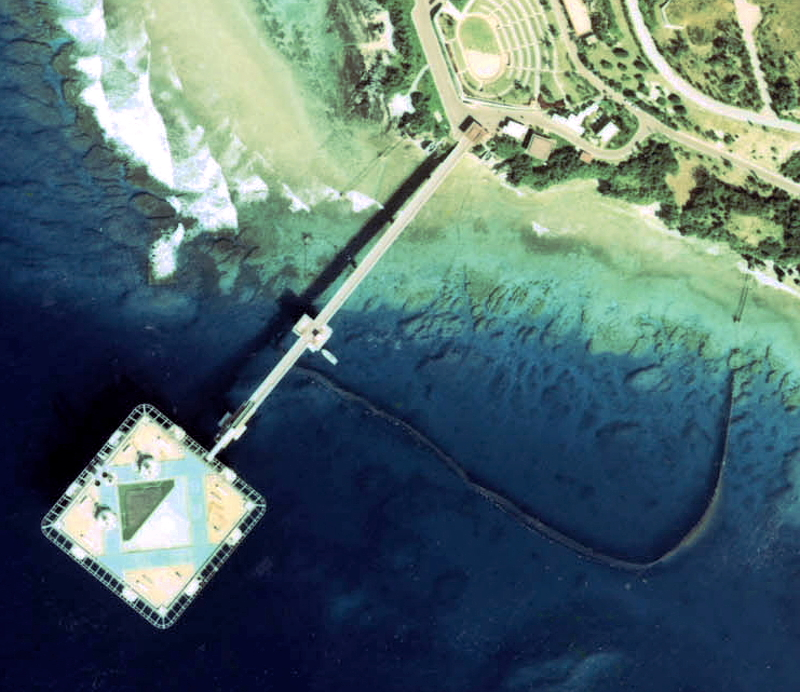
アクアポリスの空中写真（1977年）。

博覧会跡地は国営沖縄記念公園として整備され、アクアポリスもシンボル的存在として残された。1980年代後半には喫水が半潜水状態の約15 mに固定され（会期中より沈んだ状態で）、アクア大橋とアクアポリスとの連結部は会期中の主甲板下（エスカレーターで昇って主甲板の展示室に入るようになっていた）から、主甲板と同じ高さの場所に移動された。会期中にアクア大橋と連結されていたエスカレーターと展示部分は撤去されずに残された。
アクアホールでアニメ上映会を開催したり、主甲板にレストランを開設するなどリニューアルが行われたが来館者数が低迷し、本体の再塗装など保守費用の調達も困難となっていった。出資者を募り整備やリニューアルを行う計画や、会場から南の那覇市沖にアクアポリス本体を移動させ商業施設として開発を行う計画などが浮上したが、資金調達の面で現実化しなかった。
錆が進んだ構造本体に一般客を入れることが危険な状態になったため、1993年（平成5年）に閉館。その後も再開発計画は進まず、2000年（平成12年）10月に米国企業に1,400万円で売却（企業の購入目的は解体処分後の廃材再利用）され、同月23日に上海へ曳航された。
以後はアクア大橋も橋脚ごと撤去され、夕陽の広場近くの元の橋詰めにも石積みがされており、アクアポリスと橋があった跡を確認するのは困難である。

## 諸元
- 全体寸法 104 m x 100 m 高さ32 m
- 総重量 15,000トン
- 構造形式 4ロワーハル・16コラム・立体トラスドラーメン構造

## 関連する作品
- ドラマ「特捜最前線」第364話「誘拐・天使の身代金!」（1984年5月16日放送 テレビ朝日） - アクアポリスで撮影ロケが行われ、同回を通し、内部が見られる。
- 公式長編記録映画「沖縄海洋博」（1976年9月18日東宝洋画系にてロードショー公開） - 総監督：松山善三、ナレーター：中村メイコ/愛川欽也　EXPO'75を記録したドキュメンタリー映画。ナレーターの二人の居酒屋トーク様で沖縄や海洋事情を絡め、当博覧会を紹介する。進水後に瀬戸内海を曳航されるアクアポリスの貴重な映像等が観られる。2006年になってジェネオンがDVD化した。収録時間151分。

## 参考資料
- 昭和48年度運輸白書
- 沖縄タイムス2000年10月24日社説
- 「沖縄国際海洋博覧会公式記録」1976年刊